# 木如宁巴寺
木如宁巴寺，藏语称“木如宁巴”（一译“默如宁巴”，藏語：རྨེ་རུ་སྙིང་པ，威利转写：rme ru snying pa），位于西藏自治区拉萨市城关区北京中路，是一座藏传佛教宁玛派寺院。

## 历史
木如宁巴寺位于大昭寺的正东方，与大昭寺仅隔一墙。相传，该寺最早建于吐蕃赞普赤祖德赞（又称赤·热巴巾）时期。据《西藏王统记》记载，赤祖德赞崇信佛法，大建佛寺。其受养僧、时任大钵阐布的娘·丁增桑布于820年在大昭寺周围兴建了六座佛殿，其中东面为木如，即今木如宁巴寺。17世纪，五世达赖曾扩建该寺，并将其作为乃琼寺的神巫在拉萨城内的落脚点。每年传召大法会期间，乃琼寺僧众聚集在此举行典礼。
藏语“宁巴”意为古老的。因为十三世达赖时期，该寺进行了大规模的修缮及扩建，同时乃琼护法释迦亚培在小昭寺东南、大昭寺东北方向兴建了一座新木如寺。由此，大昭寺以东的这座原有的木如寺便被称为“木如宁巴”，意思是“旧木如”，这是相对新的木如寺而称。
新的木如寺建成后，本来木如宁巴寺是主寺，木如寺是属寺。后来木如寺扩建后，木如寺成为主寺，木如宁巴寺成为属寺。到21世纪初，木如宁巴寺由乃琼寺、贡嘎曲德寺、木如寺三家共同管理。该寺有政府颁发的一个寺庙许可证，上写：“（山南地区）贡嘎（县）曲德寺所属木如宁巴护法神殿，地址：拉萨市大昭寺东9号，负责人朗真。”
据说，该寺每年最热闹的节日是“嘛呢节”，时间在萨格达瓦节前后。在“嘛呢节”时，藏区各地来的信众挤满该寺的小院，甚至屋顶及廊檐都是信众，信众在此诵念六字真言“唵、嘛、呢、叭、咪、哞”，声音巨大。届时，该寺为信众提供食宿。该寺经费除依靠国家补贴外，大多源于信众布施。“嘛呢节”前，当地信众均会给该寺送来糌粑、酥油等物。

## 建筑
木如宁巴寺位于强巴拉康的右侧，为一座幽深的小院子，院子内僧俗杂居，除了寺院外，其他均是民居。木如宁巴寺的正殿位于院内左边二楼。
木如宁巴寺的建筑共有三层。寺内最早的建筑为“臧巴拉”佛殿，位于主殿西侧的僧房中部，其布局及结构带有吐蕃早期风格。该佛殿还有许多早期传说。乃琼寺的乃琼护法释迦亚培在其著作中认为，该佛殿曾是吞弥·桑布扎创造藏文之圣地，也是吞弥·桑布扎的资料室。该佛殿正中拱围着面积非常小的神龛，龛内供奉臧巴拉塑像。佛殿中心的墙体大部为夯筑的土墙。藏文史料记载，五世达赖时期，在传召法会中，臧巴拉佛殿曾作为乃琼寺僧人的法会堂，鼎盛时期该寺曾聚集114名僧人。
该寺现存许多精美的壁画，大多绘于十三世达赖扩建该寺时期。这些壁画绘于黑底上，多以黄色单线勾勒。这些宗教题材壁画带有浓郁的密宗特点，以念青唐古拉及众眷属神众、五方乃琼護法神及众眷属、十二丹玛女神、尸陀林主等宁玛派神灵为主。其中，五方乃琼護法及众眷属这一题材的壁画非常少见。这些壁画带有汉式、尼泊尔画派、印度画派风格。其中一幅位于寺庙二层楼梯口的壁画，很像张果老的鹤寿延年图，但张果老的坐骑驴在该壁画中改为梅花鹿，由善财童子牵引，左下角绘有一只正准备振翅高飞的丹顶鹤。